# Brigita Schmögnerová
Brigita Schmögnerová (ur. 17 listopada 1947 w Bratysławie) – słowacka ekonomistka i polityk, w 1994 wicepremier Słowacji, w latach 1998–2002 minister finansów, wiceprezes Europejskiego Banku Odbudowy i Rozwoju.

## Życiorys
W latach 1966–1971 studiowała w Wyższej Szkole Ekonomicznej w Bratysławie, następnie kształciła się na studiach podyplomowych w zakresie statystyki na wydziale nauk przyrodniczych Uniwersytetu Komeńskiego w Bratysławie. W 1979 uzyskała stopień kandydata nauk ekonomicznych w Wyższej Szkole Ekonomicznej w Bratysławie. Odbyła staż naukowy m.in. na Georgetown University. W latach 1971–1976 pracowała jako asystentka w katedrze metod ekonomiczno-matematycznych wydziału zarządzania stołecznej Wyższej Szkoły Ekonomicznej, następnie przeszła do pracy w Słowackiej Akademii Nauk w Bratysławie.
Na początku lat 90. była m.in. doradcą prezydenta Słowacji oraz jednego z wicepremierów. W 1994 pełniła funkcję wicepremiera ds. gospodarczych w gabinecie Jozefa Moravčíka. W latach 1994–1998 wykonywała mandat posłanki do Rady Narodowej z ramienia Partii Demokratycznej Lewicy, od 1995 do 2001 była wiceprzewodniczącą tego ugrupowania. W pierwszym rządzie Mikuláša Dzurindy w 1998 została ministrem finansów, zajmowała to stanowisko do 2002. W tym samym roku wystąpiła z SDĽ, współtworząc Socjaldemokratyczną Alternatywę.
Jeszcze w 2002 wycofała się jednak z działalności politycznej, obejmując stanowisko sekretarza wykonawczego Europejskiej Komisji Gospodarczej przy ONZ. W 2005 została wiceprezesem Europejskiego Banku Odbudowy i Rozwoju w Londynie, kończąc pięcioletnią kadencję na tym stanowisku w 2010.

## Wyróżnienia
- Krištáľové krídlo (2000)[4]